# Ruprechtia pallida
Ruprechtia pallida là một loài thực vật có hoa trong họ Rau răm. Loài này được Standl. miêu tả khoa học đầu tiên năm 1922.